# Championnat d'Allemagne de football 1904-1905
Navigation
Meisterschaft
(Verbandsligen)
1903-1904 Meisterschaft
(Verbandsligen)
1905-1906
La saison 1904-1905 du Championnat d'Allemagne de football était la 3e édition de la première division allemande.
Onze clubs - un record - participent à la compétition nationale, il s'agit des clubs champions de différentes régions d'Allemagne ainsi que de clubs repêchés. La compétition est disputée en plusieurs phases : un tournoi préliminaire permet de désigner un club qualifié pour un match de barrage, qui donne lui-même une place au sein du tournoi final. 

## Les 11 clubs participants
(entre parenthèses, la région d'appartenance du club)
- Union 92 Berlin (Berlin)
- SC Victoria Hambourg (Hambourg)
- Victoria Magdebourg (Mittel-Mittelelbe)
- VfB Leipzig
- Karlsruher SC (Sud)
- SC Schlesien Breslau
- Hanovre 96
- Duisbourg SpV (Ouest)
- SC Alemannia Cottbus
- Eintracht Braunschweig
- Dresdner SC (Mittel-Ostsachen)

## Compétition

### Tournoi preliminaire
5 clubs sont engagés dans ce tournoi qualificatif. La compétition a lieu sous forme de coupe, avec match simple. 
|  | Quarts de finale            | Quarts de finale            | Quarts de finale             | Quarts de finale    |   |   | Demi-finales              | Demi-finales              | Demi-finales              | Demi-finales              |  |  | Finale                 | Finale                 | Finale                 | Finale                 |
|  |                             |                             |                              |                     |   |   |                           |                           |                           |                           |  |  |                        |                        |                        |                        |
|  |                             |                             |                              |                     |   |   | 9 avril 1905 à Magdebourg | 9 avril 1905 à Magdebourg | 9 avril 1905 à Magdebourg | 9 avril 1905 à Magdebourg |  |  | 30 avril 1905 à Berlin | 30 avril 1905 à Berlin | 30 avril 1905 à Berlin | 30 avril 1905 à Berlin |
|  |                             |                             |                              |                     |   |   | 9 avril 1905 à Magdebourg | 9 avril 1905 à Magdebourg | 9 avril 1905 à Magdebourg | 9 avril 1905 à Magdebourg |  |  | 30 avril 1905 à Berlin | 30 avril 1905 à Berlin | 30 avril 1905 à Berlin | 30 avril 1905 à Berlin |
|  |                             |                             |                              |                     |   |   | 9 avril 1905 à Magdebourg | 9 avril 1905 à Magdebourg | 9 avril 1905 à Magdebourg | 9 avril 1905 à Magdebourg |  |  | 30 avril 1905 à Berlin | 30 avril 1905 à Berlin | 30 avril 1905 à Berlin | 30 avril 1905 à Berlin |
|  |                             |                             |                              |                     |   |   | 9 avril 1905 à Magdebourg | 9 avril 1905 à Magdebourg | 9 avril 1905 à Magdebourg | 9 avril 1905 à Magdebourg |  |  | 30 avril 1905 à Berlin | 30 avril 1905 à Berlin | 30 avril 1905 à Berlin | 30 avril 1905 à Berlin |
|  |                             |                             |                              |                     |   |   | 9 avril 1905 à Magdebourg | 9 avril 1905 à Magdebourg | 9 avril 1905 à Magdebourg | 9 avril 1905 à Magdebourg |  |  | 30 avril 1905 à Berlin | 30 avril 1905 à Berlin | 30 avril 1905 à Berlin | 30 avril 1905 à Berlin |
|  | Eintracht Braunschweig a.p. | Eintracht Braunschweig a.p. | 3                            | 3                   |   |   |                           |                           |                           |                           |  |  | 30 avril 1905 à Berlin | 30 avril 1905 à Berlin | 30 avril 1905 à Berlin | 30 avril 1905 à Berlin |
|  | Eintracht Braunschweig a.p. | Eintracht Braunschweig a.p. | 3                            | 3                   |   |   |                           |                           |                           |                           |  |  | 30 avril 1905 à Berlin | 30 avril 1905 à Berlin | 30 avril 1905 à Berlin | 30 avril 1905 à Berlin |
|  |                             |                             | Hanovre 96                   | Hanovre 96          | 2 | 2 |                           |                           |                           |                           |  |  | 30 avril 1905 à Berlin | 30 avril 1905 à Berlin | 30 avril 1905 à Berlin | 30 avril 1905 à Berlin |
|  |                             |                             |                              |                     | 2 | 2 |                           |                           |                           |                           |  |  | 30 avril 1905 à Berlin | 30 avril 1905 à Berlin | 30 avril 1905 à Berlin | 30 avril 1905 à Berlin |
|  |                             | à Leipzig                   |                              |                     |   |   |                           |                           |                           |                           |  |  | 30 avril 1905 à Berlin | 30 avril 1905 à Berlin | 30 avril 1905 à Berlin | 30 avril 1905 à Berlin |
|  |                             |                             |                              |                     |   |   |                           |                           |                           |                           |  |  | 30 avril 1905 à Berlin | 30 avril 1905 à Berlin | 30 avril 1905 à Berlin | 30 avril 1905 à Berlin |
|  | Eintracht Braunschweig      | Eintracht Braunschweig      | 3                            | 3                   |   |   |                           |                           |                           |                           |  |  |                        |                        |                        |                        |
|  | Eintracht Braunschweig      | Eintracht Braunschweig      | 3                            | 3                   |   |   |                           |                           |                           |                           |  |  |                        |                        |                        |                        |
|  |                             |                             | Victoria Magdebourg          | Victoria Magdebourg | 1 | 1 |                           |                           |                           |                           |  |  |                        |                        |                        |                        |
|  |                             |                             |                              |                     | 1 | 1 |                           |                           |                           |                           |  |  |                        |                        |                        |                        |
|  |                             |                             |                              |                     |   |   |                           |                           |                           |                           |  |  |                        |                        |                        |                        |
|  |                             |                             |                              |                     |   |   |                           |                           |                           |                           |  |  |                        |                        |                        |                        |
|  | Victoria Magdebourg         |                             |                              |                     |   |   |                           |                           |                           |                           |  |  |                        |                        |                        |                        |
|  | 9 avril 1905 à Dresde       |                             |                              |                     |   |   |                           |                           |                           |                           |  |  |                        |                        |                        |                        |
|  |                             |                             | SC Schlesien Breslau forfait |                     |   |   |                           |                           |                           |                           |  |  |                        |                        |                        |                        |
|  | SC Schlesien Breslau        | SC Schlesien Breslau        | 5                            | 5                   |   |   |                           |                           |                           |                           |  |  |                        |                        |                        |                        |
|  | SC Schlesien Breslau        | SC Schlesien Breslau        | 5                            | 5                   |   |   |                           |                           |                           |                           |  |  |                        |                        |                        |                        |
|  | SC Alemannia Cottbus        | SC Alemannia Cottbus        | 1                            | 1                   |   |   |                           |                           |                           |                           |  |  |                        |                        |                        |                        |
|  | SC Alemannia Cottbus        | SC Alemannia Cottbus        | 1                            | 1                   |   |   |                           |                           |                           |                           |  |  |                        |                        |                        |                        |
|  |                             |                             |                              |                     |   |   |                           |                           |                           |                           |  |  |                        |                        |                        |                        |

- L'Eintracht Braunschweig est qualifié pour le match de barrage.

### Match de barrage
L'Eintracht Braunschweig rencontre le VfB Leipzig, finaliste la saison précédente pour un barrage disputé sur un match simple. Le vainqueur accède au tableau final du championnat. Cependant, le VfB Leipzig déclare forfait pour la rencontre, l'Eintracht est donc qualifié pour la suite de la compétition.

### Tournoi final
Le vainqueur du barrage, l'Eintracht Braunschweig rentre dans le tableau final en compagnie des 5 clubs qualifiés directement pour la phase finale. La compétition a lieu sous forme de coupe, avec match simple. 
|  | Quarts de finale         | Quarts de finale       | Quarts de finale     | Quarts de finale     |                 |                 | Demi-finales          | Demi-finales          | Demi-finales          | Demi-finales          |  |  | Finale                 | Finale                 | Finale                 | Finale                 |
|  |                          |                        |                      |                      |                 |                 |                       |                       |                       |                       |  |  |                        |                        |                        |                        |
|  | 28 mai 1905 à Berlin     | 28 mai 1905 à Berlin   | 28 mai 1905 à Berlin | 28 mai 1905 à Berlin |                 |                 | 4 juin 1905 à Leipzig | 4 juin 1905 à Leipzig | 4 juin 1905 à Leipzig | 4 juin 1905 à Leipzig |  |  | 11 juin 1905 à Cologne | 11 juin 1905 à Cologne | 11 juin 1905 à Cologne | 11 juin 1905 à Cologne |
|  | 28 mai 1905 à Berlin     | 28 mai 1905 à Berlin   | 28 mai 1905 à Berlin | 28 mai 1905 à Berlin |                 |                 | 4 juin 1905 à Leipzig | 4 juin 1905 à Leipzig | 4 juin 1905 à Leipzig | 4 juin 1905 à Leipzig |  |  | 11 juin 1905 à Cologne | 11 juin 1905 à Cologne | 11 juin 1905 à Cologne | 11 juin 1905 à Cologne |
|  | Dresdner SC              | Dresdner SC            | 5                    | 5                    |                 |                 | 4 juin 1905 à Leipzig | 4 juin 1905 à Leipzig | 4 juin 1905 à Leipzig | 4 juin 1905 à Leipzig |  |  | 11 juin 1905 à Cologne | 11 juin 1905 à Cologne | 11 juin 1905 à Cologne | 11 juin 1905 à Cologne |
|  | Dresdner SC              | Dresdner SC            | 5                    | 5                    |                 |                 | 4 juin 1905 à Leipzig | 4 juin 1905 à Leipzig | 4 juin 1905 à Leipzig | 4 juin 1905 à Leipzig |  |  | 11 juin 1905 à Cologne | 11 juin 1905 à Cologne | 11 juin 1905 à Cologne | 11 juin 1905 à Cologne |
|  | SC Victoria Hambourg     | SC Victoria Hambourg   | 3                    | 3                    |                 |                 | 4 juin 1905 à Leipzig | 4 juin 1905 à Leipzig | 4 juin 1905 à Leipzig | 4 juin 1905 à Leipzig |  |  | 11 juin 1905 à Cologne | 11 juin 1905 à Cologne | 11 juin 1905 à Cologne | 11 juin 1905 à Cologne |
|  | SC Victoria Hambourg     | SC Victoria Hambourg   | 3                    | 3                    | Dresdner SC     | Dresdner SC     | 2                     | 2                     |                       |                       |  |  | 11 juin 1905 à Cologne | 11 juin 1905 à Cologne | 11 juin 1905 à Cologne | 11 juin 1905 à Cologne |
|  | 14 mai 1905 à Magdebourg |                        |                      |                      | Dresdner SC     | Dresdner SC     | 2                     | 2                     |                       |                       |  |  | 11 juin 1905 à Cologne | 11 juin 1905 à Cologne | 11 juin 1905 à Cologne | 11 juin 1905 à Cologne |
|  |                          |                        | Union 92 Berlin      | Union 92 Berlin      | 5               | 5               |                       |                       |                       |                       |  |  | 11 juin 1905 à Cologne | 11 juin 1905 à Cologne | 11 juin 1905 à Cologne | 11 juin 1905 à Cologne |
|  | Union 92 Berlin          | Union 92 Berlin        | Union 92 Berlin      | Union 92 Berlin      | 5               | 5               | 4                     | 4                     |                       |                       |  |  | 11 juin 1905 à Cologne | 11 juin 1905 à Cologne | 11 juin 1905 à Cologne | 11 juin 1905 à Cologne |
|  | Union 92 Berlin          | Union 92 Berlin        |                      |                      |                 |                 |                       | 4                     |                       |                       |  |  | 11 juin 1905 à Cologne | 11 juin 1905 à Cologne | 11 juin 1905 à Cologne | 11 juin 1905 à Cologne |
|  | Eintracht Braunschweig   | Eintracht Braunschweig | 1                    | 1                    |                 |                 |                       |                       |                       |                       |  |  | 11 juin 1905 à Cologne | 11 juin 1905 à Cologne | 11 juin 1905 à Cologne | 11 juin 1905 à Cologne |
|  | Eintracht Braunschweig   | Eintracht Braunschweig | 1                    | 1                    | Union 92 Berlin | Union 92 Berlin | 2                     | 2                     |                       |                       |  |  |                        |                        |                        |                        |
|  | 28 mai 1905 à Hanau      |                        |                      |                      | Union 92 Berlin | Union 92 Berlin | 2                     | 2                     |                       |                       |  |  |                        |                        |                        |                        |
|  |                          |                        | Karlsruher SC        | Karlsruher SC        | 0               | 0               |                       |                       |                       |                       |  |  |                        |                        |                        |                        |
|  | Karlsruher SC            | Karlsruher SC          | Karlsruher SC        | Karlsruher SC        | 0               | 0               | 1                     | 1                     |                       |                       |  |  |                        |                        |                        |                        |
|  | Karlsruher SC            | Karlsruher SC          |                      |                      |                 |                 |                       |                       |                       |                       |  |  |                        |                        |                        |                        |
|  | Duisbourg SpV            | Duisbourg SpV          | 0                    | 0                    |                 |                 |                       |                       |                       |                       |  |  |                        |                        |                        |                        |
|  | Duisbourg SpV            | Duisbourg SpV          | 0                    | 0                    | Karlsruher SC   |                 |                       |                       |                       |                       |  |  |                        |                        |                        |                        |
|  |                          |                        |                      |                      |                 |                 |                       |                       |                       |                       |  |  |                        |                        |                        |                        |
|  |                          |                        | exempt               |                      |                 |                 |                       |                       |                       |                       |  |  |                        |                        |                        |                        |
|  |                          |                        |                      |                      |                 |                 |                       |                       |                       |                       |  |  |                        |                        |                        |                        |
|  |                          |                        |                      |                      |                 |                 |                       |                       |                       |                       |  |  |                        |                        |                        |                        |
|  |                          |                        |                      |                      |                 |                 |                       |                       |                       |                       |  |  |                        |                        |                        |                        |
|  |                          |                        |                      |                      |                 |                 |                       |                       |                       |                       |  |  |                        |                        |                        |                        |
|  |                          |                        |                      |                      |                 |                 |                       |                       |                       |                       |  |  |                        |                        |                        |                        |

## Bilan de la saison
| Tableau d'Honneur                   |                 |
| Compétition                         | Vainqueur       |
| Championnat d'Allemagne de football | Union 92 Berlin |